# Agar SS
Agar SS (agar Salmonella-Shigella) – wykorzystywana w mikrobiologii pożywka typu wybiórczo-różnicującego. Wykorzystuje się ją do hodowli bakterii (np. w celu ustalenia lekooporności) grup Salmonella i Shigella z próbek kału. Ponieważ kał zawiera wiele bakterii z różnych rodzin, ważna jest tutaj wybiórczość wzrostu.

## Skład agaru i hodowla
Pożywka poza czynnikami wzrostu (agar, bulion mięsny, pepton) posiada składniki różnicujące -  chlorek sodowy, tiosiarczan i cytrynian sodowy oraz barwniki (czerwień obojętna, zieleń brylantowa). Innymi składnikami jest laktoza i dezoksycholan sodu.
Poza Salmonellą i Shigellą z biomateriału można wyhodować jeszcze:
- Arizona - wytrącają kwas deoksycholowy, żółte kolonie posiadają czarny środek
- Citrobacter - jw., ponadto wzrost w pierwszej dobie jest ograniczony.

Inne bakterie jelitowe (np. Pałeczka okrężnicy) wzrastają w bardzo ograniczonym zakresie, lub wcale.
Czasami przed położeniem na podłoże wybiórcze próbkę posiewa się na podłoże namnażające, w celu szybkiego wzrostu ilości bakterii.